# Antonio Álvarez Jonte
Pour les articles homonymes, voir Antonio Álvarez, Álvarez et Jonte.
Antonio Álvarez Jonte, né en 1784 à Madrid et mort en 1820 à Pisco au Pérou, est une personnalité des guerres d'indépendance en Amérique du Sud.

## Biographie
Peu de temps après sa naissance, ses parents migrèrent à Córdoba. Il y commença ses études de droit pour les finir à Santiago du Chili.
Il participa à la Révolution de Mai en 1810 puis la Primera Junta l'envoya comme ambassadeur argentin au Chili. Il soutint ensuite la révolution d'octobre 1812 menée par José de San Martín et devint membre du second triumvirat avant d'être remplacé par Juan Larrea en 1813.
Après la chute du gouvernement de Carlos María de Alvear, il s'exila en Grande-Bretagne. Là, il prit contact avec Thomas Cochrane afin de le recruter pour commander la marine des patriotes sud-américains. Il arriva avec lui au Chili en novembre 1818.
Il mourut d'une fièvre en octobre 1820 au cours de l'expédition qui partit du Chili pour libérer le Pérou.